# 限界生産力
限界生産力（げんかいせいさんりょく）とは、生産要素の投入量を 1 単位増加させたときに、生産量がどれだけ増えるかを表す。たとえば生産関数を Y = F(X, Y, Z) とすると、生産要素 X の限界生産力は、生産関数を X に関して偏微分することで定義される。限界生産性ともいう。
限界生産力は、最初は逓増し、ある点から逓減する。